# سیارک ۶۴۷

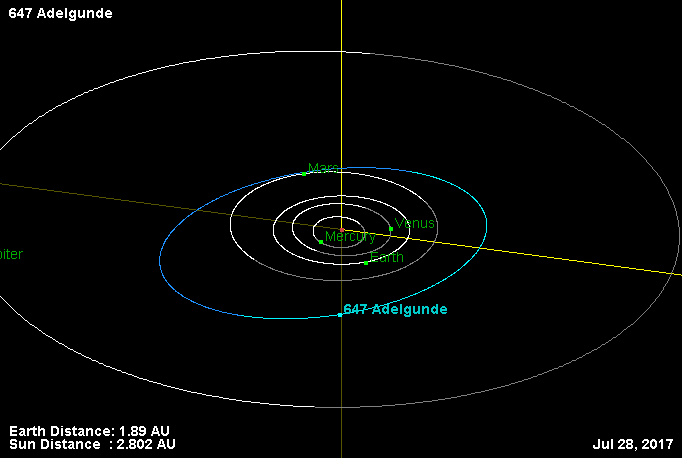
نمایی از محل قرارگیری سیارک ۶۴۷ در مدار – ۲۰۱۷

سیارک ۶۴۷ (به انگلیسی: 647 Adelgunde، نامگذاری:1907AD) ششصد و چهل و هفتمین سیارک کشف شده‌است که در ۱۱ سپتامبر ۱۹۰۷ و در هایدلبرگ کشف شد.
قدر مطلق سیارک برابر ۱۱٫۴۱ است.